# گوشه تیز
گوشه تیز (به انگلیسی: Sharp Corner) یک فیلم دلهره‌آور محصول سال ۲۰۲۴ به نویسندگی و کارگردانی جیسون باکستون است. این فیلم که بر اساس داستان کوتاهی از راسل وانگرسکی در سال ۲۰۱۲ ساخته شده است، بن فاستر را در نقش جاش مک‌کال، مردی که وسواس نجات قربانیان تصادفات رانندگی در گوشه جاده نزدیک خانه‌اش را دارد، به تصویر می‌کشد.
فیلم داستان جاش مک‌کال، مردی خانوادگی را روایت می‌کند که پس از وسواس برای نجات قربانیان تصادفات در پیچ خطرناک نزدیک خانه‌اش، زندگی‌اش را به خطر می‌اندازد. فیلم با تعلیق روان‌شناختی و مضامین فداکاری و ازخودگذشتگی، برای طرفداران درام‌های احساسی جذاب است.

## ساخت
فیلمبرداری در سال ۲۰۲۳ در منطقه هالیفاکس (نوا اسکوشیا) انجام شد.

## انتشار فیلم
در نوامبر ۲۰۲۴، ورتیکال انترتینمنت حق پخش فیلم در ایالات متحده را به دست آورد و در ۹ مه ۲۰۲۵ منتشر شد.

## بازخوردها
- در وب‌سایت جمع‌آوری نقد و بررسی راتن تومیتوز، ۹۳٪ از ۴۲ نقد منتقدان مثبت است.[۴] نظر کلی این وب‌سایت این است: «گوشه تیز، با به‌کارگیری استعداد بن فاستر در ایفای نقش مردانی که در لبه پرتگاه قرار دارند، به شکلی دراماتیک، یک تریلر روان‌شناختی نگران‌کننده است که ممکن است مخاطبان را حتی قبل از ضدقهرمان مضطربش از شدت اضطراب به وجد بیاورد.»
- در متاکریتیک که از میانگین وزنی استفاده می‌کند، بر اساس نظر شش منتقد، امتیاز ۷۶ از ۱۰۰ را به این فیلم اختصاص داده است که نشان‌دهنده نقدهای «به‌طورکلی مطلوب» است.[۵]